# Rougeotiana kalisi
Rougeotiana kalisi là một loài bướm đêm trong họ Noctuidae.